# Tandu Tandu
Der Tandu Tandu  auch Ulu-Ulu ist ein Helm aus Indonesien.

## Beschreibung
Der Tandu Tandu besteht in der Regel aus geflochtenem, abgeflachtem Rattan. Er ist meist mit der Haut und dem Fell des Faultiers (indon. Tokata oder Kuse) überzogen. Er ist oft mit einer nach oben stehenden Quaste aus Tierhaar und mit metallenen, horn- oder halbmondförmigen Beschlägen verziert. Diese Beschläge sollen die Kraft des Kriegers symbolisieren, der den Helm trägt. Diese Art Helm wurde über eine lange Zeit getragen, war aber schon zu Beginn des 20. Jahrhunderts selten zu finden. In Indonesien waren auch Metallhelme im Gebrauch, wie etwa der nach europäischem Vorbild gefertigte Toraja-Messinghelm. Der Tandu Tandu wird von Ethnien aus Indonesien benutzt.